# شتاب‌سنج
شتاب‌سنج (به انگلیسی: Accelerometer) حسگری می‌باشد که شتاب مکانیکی را به سیگنال الکتریکی متناسب با آن تبدیل می‌کند. شتاب نرخ تغییرات سرعت در واحد زمان می‌باشد که می‌تواند ثابت (شتاب استاتیک) یا متغیر (شتاب دینامیک) و یا گذرا باشد. شتاب‌سنج دارای مدل‌های یک‌محوری و چندمحوری است که می‌توانند اندازه و جهت شتاب را به‌عنوان یک کمیتِ بُرداری اندازه‌گیری کنند. شتاب‌سنج برای اندازه‌گیری ارتعاش، شوک و ضربه به کار می‌رود؛ ولی می‌توان از این حسگر برای کاربردهای دیگری نیز استفاده کرد. به کمک انتگرال‌گیری از شتاب می‌توان سرعت و جابجایی را اندازه‌گیری نمود و با کمک شتاب استاتیک می‌توان زاویه قرارگیری محصول نسبت به محور جاذبه زمین و یا میزان تراز سطح را اندازه‌گیری نمود. امروزه شتاب‌سنج‌ها کاربردهای بسیار فراوانی در لوازم الکترونیکی و صنایع مختلف دارند.

## اصول فیزیکی
شتاب‌سنج مقدار شتاب صحیح را که شتاب نسبت به جسم در حال سقوط آزاد است را اندازه‌گیری می‌کند. شتاب صحیح شتابی است که اجسام و اشخاص آن را احساس می‌کنند. معمولاً شتاب را برحسب نیروی گرانش 'g=9.8 m/s^۲'اندازه‌گیری می‌کنند. به عبارت دیگر، بر اساس اصل هم-ارزی در فیزیک در هر نقطه از فضا یک دستگاه مرجع مانا وجود دارد، و شتاب‌سنج شتاب نسبت به آن دستگاه شتاب را اندازه می‌گیرد. [۱] به این صورت که فرض می‌کند اگر قرار بود در دستگاه مرجع مانا بدون شتاب باشد هیچ نیرویی به آن وارد نمی‌شد و حال نیروهای وارد به خود را اندازه می‌گیرد و شتابی را که باید داشته باشد حدس می‌زند.
شتاب صحیح شتابی است که با توجه به نیروهای وارد بر جسم محاسبه می‌شود. طبق اصل هم-ارزی تفاوتی بین جسمی که در یک سفینهٔ فضایی با شتاب {\displaystyle 1g} حرکت می‌کند و جسمی که روی زمین قرار دارد و تحت نیروی گرانش {\displaystyle 1g} قرار دارد وجود ندارد و تحت اثر همان نیروهایی قرار دارد که جسم در حال حرکت شتاب دار تحت اثر آن‌ها است؛ بنابراین شتاب‌سنجی که در حالت ساکن نسبت به سطح زمین قرار گرفته‌است شتابی برابر {\displaystyle 1g} به سمت بالا را نشان خواهد داد، زیرا هر نقطه روی سطح زمین نسبت به دستگاه مرجع لخت محلی به سمت بالا شتاب می‌گیرد. این دستگاه مرجع لخت محلی دستگاه یک جسم در حال سقوط آزاد روی سطح زمین است. برای اینکه مقدار شتاب خالص ناشی از حرکت را نسبت به زمین به دست آوریم باید مقدار تفاوت شتابی که گرانش ایجاد می‌کند، را کم کرد. از آنجایی که نیروی گرانش موجب شتاب صحیح نمی‌شود و شتاب‌سنج نسبت به شتاب گرانشی حساس نیست، و مقدار آن را نمی‌تواند مستقیماً اندازه‌گیری کند، این موضوع به‌طور کلی در مورد هر میدان گرانشی درست است.
علت وجود اختلاف به دلیل گرانش را می‌توان با اصل هم‌ارزی انیشتین[۲] توجیه کرد. این اصل بیان می‌کند که اثر گرانش بر اجسام از اثر شتاب دستگاه مرجع غیرقابل تفکیک است. هنگامی که در یک میدان گرانشی به وسیلهٔ اعمال نیروی واکنش از طرف زمین یا نیروی مخالف برابر دیگری به سمت بالا در حالت سکون هستیم، دستگاه مرجع برای یک شتاب‌سنج (بدنهٔ شتاب‌سنج) نسبت به دستگاه مرجع متصل به جسم در حال سقوط آزاد دارای شتابی به سمت بالا است. اثر شتاب این دستگاه مرجع از هر شتاب دیگری که روی ابزار اعمال می‌شود، غیرقابل تفکیک است؛ بنابراین یک شتاب‌سنج نمی‌تواند تفاوت بین نشستن درون یک موشک روی سکوی پرتاب و حرکت در همان موشک با شتاب {\displaystyle 1g} در اعماق فضا را تشخیص دهد.
به همین دلیل یک شتاب‌سنج در هنگام سقوط آزاد شتاب صفر را نشان می‌دهد. این موضوع شامل استفاده از شتاب‌سنج درون یک سفینهٔ اکتشافی در اعماق فضا و به دور از هر جرم، سفینه‌ای که به دور زمین می‌گردد، هواپیمایی که در قوس سهموی صفر-g یا هر مسیر سقوط آزاد دیگری در خلأ را طی می‌کند، می‌شود. یک مثال برای این مورد سقوط آزاد از ارتفاع زیاد با صرف نظر از اثر اتمسفری است.
اگرچه این موضوع در مورد یک سقوط غیر آزاد که مقاومت هوا موجب نیروی پس کشی و کاهش شتاب می‌شود صدق نمی‌کند، ولی پس از اینکه به سرعت حد رسیدیم، شتاب‌سنج شتاب {\displaystyle 1g} به سمت بالا را احساس می‌کند. این شتاب ناشی از نیروی پس کشی است. مثالی عملی از این مسئله هنگامی است که یک چترباز در حال سقوط به سرعت حد می‌رسد و دیگر احساس نمی‌کند که در حال سقوط آزاد است و احساسی مشابه خوابیدن روی تختی از هوا دارد.
شتاب در دستگاه SI با واحد متر بر ثانیه بر ثانیه (m/s2)، در دستگاه cgs با واحد Gal و به‌طور معمول با واحد نیروی گرانش (g) تعیین می‌شود.
به دلایل عملی برای اندازه‌گیری شتاب اجسام نسبت به زمین، مثلاً برای استفاده در سیستم‌های ناوبری ماندی، اطلاعاتی از گرانش در محل مورد نیاز است؛ که این مشکل از طریق تنظیم دستگاه در حالت سکون[۳] یا از طریق یک مدل تقریبی از گرانش در محل کنونی برطرف می‌شود.
از عمومی‌ترین سنسورهایی که برای اندازه‌گیری شتاب استفاده می‌شوند، براساس تکنولوژی بکار رفته در آنها به سه دسته تقسیم‌بندی می‌شوند[۳۸]:
- سنسور‌های شتاب‌سنج پیزوالکتریک
- سنسور‌های شتاب‌سنج استرین-گیج (Strain Gauge)
- سنسور‌های شتاب‌سنج جریان گردابی (Eddy Current) 

## ساختار
به‌طور مفهومی، یک شتاب‌سنج مانند یک جسم میراکننده روی یک فنر عمل می‌کند. هنگامی که شتاب‌سنج با شتابی حرکت می‌کند، جسم به اندازه‌ای جابجا می‌شود که نیروی وارد شده از فنر به جسم، جسم را با شتابی برابر شتاب بدنهٔ شتاب‌سنج حرکت دهد. سپس با اندازه‌گیری میزان جابجایی مقدار شتاب اندازه‌گیری می‌شود.
شتاب‌سنج‌های جدید معمولاً بر پایهٔ سیستم‌های میکروالکترومکانیکی  (MEMS) هستند. این ادوات در واقع ساده‌ترین ادوات تحقق پذیر MEMS هستند. این ادوات دارای تیر آزادی (cantilever beam) هستند که به یک جرم لرزه‌ای متصل است می‌باشند؛ علاوه بر این‌ها شامل اندکی اجزای دیگر نیز می‌باشند. میراکنندگی در اثر گازهای باقی‌ماندهٔ محبوس شده در داخل دستگاه ایجاد می‌شود. تا زمانی که Q-factor خیلی کم نیست، میراکنندگی موجب حساسیت کم نمی‌شود.
تحت اثر شتاب خارجی جرم لرزه‌ای متصل به تیر آزاد از مکان طبیعی خود منحرف می‌شود. این انحراف به صورت آنالوگ یا دیجیتال اندازه‌گیری می‌شود. معمولاً خازن بین مجموعه‌ای از تیرهای ثابت و مجموعه‌ای از تیرهایی که به جرم‌های لرزه‌ای متصل اند اندازه‌گیری می‌شوند. این روش ساده، قابل اعتماد و ارزان است. گنجاندن مقاومت‌های پیزو (piezoresistor) در فنرها برای آشکارسازی تغییر شکل فنر و متعاقباً انحراف آن‌ها جایگزین خوبی برای روش قبل می‌باشد. این روش تنها چند مرحله پردازش اضافه در فرایند ساخت نیاز دارد. برای حساسیت‌های بالا از تونل زنی کوانتومی نیز استفاده می‌شود. این روش نیاز به یک پردازش اختصاصی دارد که آن را بسیار گران می‌کند. اندازه‌گیری‌های نوری در محیط آزمایشگاهی انجام شده‌اند.
نوع غیرمعمول دیگری از شتاب‌سنج‌های بر مبنای تکنولوژی MEMS شامل یک گرم‌کننده کوچک در پایین یک برآمدگی توخالی خیلی کوچک است. گرم‌کننده هوای داخل محفظه را گرم می‌کند و موجب بالا آمدن آن می‌شود. یک ترموکوپل بر روی محفظه مشخص می‌کند در کجا هوای گرم به محفظه می‌رسد و انحراف آن از مرکز برآمدگی محفظه اندازه‌گیریی از شتابی است که به سنسور اعمال شده‌است.
بیشتر شتاب سنج‌های میکرو مکانیکی در صفحه کار می‌کنند، به این معنی که طوری طراحی شده‌اند که تنها به شتاب در راستای برش زیرلایه (die) حساس هستند. به وسیله ترکیب کردن دو وسیله به صورت عمود بر یکدیگر بر روی یک زیرلایه می‌توان یک شتاب سنج دو محوری ساخت که شتاب را در دو راستا اندازه‌گیری می‌کند. به وسیله اضافه کردن یک وسیله شتاب سنج دیگر خارج از صفحه می‌توان در سه راستا شتاب را اندازه‌گیری کرد. این ترکیب همواره خطای بسیار کمتری نسبت به حالتی دارد که افزاره‌ها را پس از ساخت جداگانه با هم ترکیب کنیم.
شتاب سنج‌های میکرومکانیکی برای اندازه‌گیری در محدوده‌های بسیار وسیعی، که به هزاران g هم می‌رسد، به کار می‌روند. طراح باید مصالحه‌ای بین حساسیت و حداکثر مقدار شتاب قابل اندازه‌گیری انجام دهد.

## کاربردها

### مهندسی
شتاب سنج‌ها می‌توانند برای اندازه‌گیری شتاب وسیله‌های نقلیه به کار روند. با استفاده از آن‌ها می‌توان کارایی موتور و سیستم انتقال گشتاور و سیستم ترمز را ارزیابی کرد. اعداد مفیدی مانند 0-60mphو 60-0 mph و زمان‌های ۱/۴ مایل را می‌توان با استفاده از شتاب سنج‌ها پیدا کرد.
شتاب سنج‌ها را می‌توان در اندازه‌گیری لرزش خودروها، ماشین‌ها، ساختمان‌ها، پردازش سیستم‌های کنترل و ایمنی نصب دستگاه‌ها به کار برد. شتاب سنج‌ها را می‌توان در اندازه‌گیری فعالیت‌های زمین لرزه ای، انحراف، لرزش ماشین‌ها، فاصله دینامیک و سرعت با تأثیر یا بدون تأثیر گرانش استفاده کرد. شتاب سنج‌هایی که گرانش را اندازه‌گیری می‌کنند و مخصوص این کار طراحی شده‌اند را گراویمتر (gravimeter) می‌نامند.
نوت بوک‌هایی که به شتاب سنج مجهز شده‌اند می‌توانند در شبکهٔ لرزه‌نگار (GCN) شرکت کنند. این شبکه یک پروژه BOINC با هدف پژوهش علمی در مورد زمین لرزه است.[۴]

### زیست‌شناسی
شتاب سنج‌ها با روند رو به افزایشی در علوم زیستی به کار می‌روند. ثبت فرکانس بالای شتاب‌های دوبعدی[۵] و سه بعدی[6] (>10 Hz) اجازه مطالعه و شناخت الگوهای رفتاری را هنگامی که حیوانات از دید خارج می‌شوند را می‌دهند. علاوه بر این ثبت شتاب به محققان اجازه اندازه‌گیری آهنگ مصرف انرژی حیوانات در حیات وحش، به وسیله اندازه‌گیری فرکانس برخورد اندام ها[۷]، را می‌دهد. یا می‌توان شتاب پویای کلی بدن[۸] را اندازه‌گیری کرد. این روش بیشتر به وسیله دانشمندان دریایی به خاطر عدم توانایی در مطالعه حیوانات در حیات حش به وسیله مشاهدات دیداری، مورد استفاده قرار می‌گیرد. اگرچه تعداد رو به افزایشی از زیست شناسان خشکی نیز روش‌های مشابهی را استفاده می‌کنند. شتاب سنج را می‌توان به یک تقویت‌کننده متصل کرد تا سیگنال مورد نظر را تقویت کند.

### صنعت – مانیتور کردن سلامت دستگاه
شتاب سنج‌ها برای مانیتور کردن سلامت دستگاه‌های چرخشی مانند پمپ ها[۹]، پنکه ها[۱۰]، غلتک ها[۱۱]، کمپرسورها[۱۲] و برج‌های خنک‌کننده[۱۳] استفاده کرد. اثبات شده‌است که برنامه‌های مانیتور لرزش هزینه‌ها را کاهش می‌دهند، زمان از کارافتادگی دستگاه‌ها را کاهش می‌دهد و ایمنی کارخانه را افزایش می‌دهد. این امر به وسیله تشخیص موقعیت‌هایی مانند غیر هم محوری شافت‌ها (محورها)، عدم تعادل موتورها و خرابی چرخ دنده ها[۱۴] یا خطا در نیرو[۱۵] که منجر به تعمیرات پرهزینه می‌شود، صورت می‌گیرد. اطلاعات لرزشی شتاب سنج‌ها به کاربر اجازه مانیتور کردن ماشین‌ها و پیدا کردن این خطاها را پیش از اینکه دستگاه چرخنده از کار بیفتد می‌دهد برنامه‌های مانیتور کردن لرزش در صنعت‌هایی مانند تولید خودرو[۱۶]، استفاده‌های ابزار کار[۱۷]، تولیدات دارویی[۱۸]، تولید انرژی[۱۹] و نیروگاه ها[۲۰]، خمیر کاغذ و کاغذ، [۲۱] تولید آشامیدنی و غذا، آب و فاضلاب و پتروشیمی و تولید فولاد به کار می‌روند.

### مانیتور کردن ساختمان و بنا
شتاب سنج‌ها برای اندازه‌گیری حرکت و لرزش ساختمان‌هایی که تحت بارهای دینامیک[۲۲] هستند به کار می‌روند. بارهای دینامیک از منابع مختلفی ناشی می‌شوند:
فعالیت‌های انسان مانند راه رفتن، دویدن، رقصیدن، یا پریدن ماشین‌های در حال کار در داخل ساختمان یا در محوطه اطراف آن.
کارهای ساختمانی مانند جابجایی مقادیر زیاد خاک، تخریب ساختمان، حفاری، جابجایی بار روی پل‌ها، برخورد خودروها، نیروهای ضربه‌ای مانند اجسام در حال سقوط، ضربه‌های شدید مانند انفجارهای داخلی و خارجی، ریزش اجزای ساختمانی، نیروی باد و تند باد، فشار جریان تند هوا، از بین رفتن تکیه گاه‌ها به دلیل سستی زمین، زمین لرزه‌ها و پس لرزه‌ها، اندازه‌گیری و ثبت اینکه یک ساختمان چگونه به این ورودی‌ها پاسخ می‌دهد برای ارزیابی ایمنی و پایداری ساختار حیاتی است. این نوع از مانیتورینگ با مانیتورینگ پویا می‌نامند.

### استفاده‌های پزشکی
Zoll's AED Plus از یک CPR-D•padz استفاده می‌کند که دارای یک شتاب سنج است که عمق CPR فشردگی سینه را اندازه می‌کند.
در چند سال اخیر، شرکت‌های Nike, Polar و چند شرکت دیگر ساعت‌های ورزشی را برای دوندگان طراحی و به بازار عرضه کرده‌اند که دارای footpod می‌باشد. footpod دارای شتاب سنج‌هایی است که به مشخص کردن سرعت و فاصله شخص کمک می‌کند.
در بلژیک، برای ترغیب مردم به پیاده‌روی به میزان چندین هزار قدم در روز، گام شمارهای مبتنی بر شتاب سنج توسط دولت ترویج می‌شوند.[۲۳][۲۴]
آموزش دهنده دیجیتال هرمان (Herman Digital Trainer) از شتاب سنج‌ها برای اندازه‌گیری نیروی ضربه در تمرینات بدنی استفاده می‌کند.

### ناوبری
مقاله اصلی: سیستم‌های ناوبری پایا
یک سیستم ناوبری ماندی (INS) یک ابزار کمکی برای ناوبری است که با استفاده از یک کامپیوتر و سنسورهای حرکت (شتاب سنج‌ها) موقعیت، جهت‌گیری و سرعت (جهت و تندی حرکت) یک جسم در حال حرکت را به‌طور پیوسته و به روش dead reckoning محاسبه می‌کند. این کار بدون نیاز به یک نقطه مرجع خارجی صورت می‌گیرد. اصطلاحات دیگری که برای اشاره به سیستم‌های ناوبری ماندی استفاده می‌شوند یا و دستگاه‌های مشابه اشاره می‌کنند عبارتند از: سیستم هدایت ماندی، inertial reference platform و جایگشت‌های دیگر آن.
یک شتاب سنج به تنهایی برای آشکار کردن تغییرات ارتفاع در فواصلی که تغییر در گرانش عمودی قابل ملاحظه است مثلاً در هواپیما و موشک، نامناسب است. در حضور گرادیان گرانشی، تنظیم دستگاه و پروسه کم کردن اطلاعات نا پایدار است.[۲۵][۲۶]

### حمل و نقل
شتاب سنج‌ها برای یافتن نقطه اوج در پرتاب موشک حرفه‌ای و آماتور استفاده می‌شوند.
شتاب سنج‌ها همچنین در غلطک‌های فشرده سازی استفاده می‌شوند. شتاب سنج‌ها همراه با ژیروسکوپ‌ها در سیستم‌های ردیاب داخلی استفاده می‌شوند.
یکی از معمول‌ترین کاربردهای شتاب سنج‌های MEMS در گسترش سیستم کیسه هوا در وسایل نقلیه مدرن است. در این حالت شتاب سنج‌ها برای شناسایی شتاب منفی سریع وسیله نقلیه استفاده می‌شوند تا مشخص کنند که چه زمانی یک برخورد صورت گرفته و شدت برخورد چقدر بوده‌است. یکی دیگر از کاربردهای این وسیله در خودروها، سیستم‌های کنترل پایداری الکترونیکی است که از یک شتاب سنج جانبی برای اندازه‌گیری نیروهای کناری استفاده می‌کند. استفادهٔ گسترده از شتاب سنج‌ها در صنعت خودرو قیمت آن‌ها را به‌طور قابل توجهی کاهش داده‌است.[۳۰] یکی دیگر از کاربردها در خودرو، چک کردن نویز، لرزش و سختی است (NVH)، شرایطی که باعث ناراحتی برای رانندگان و مسافران می‌شود و همچنین ممکن است نشان دهندهٔ نقص‌های مکانیکی باشد.
قطارهای پر شتاب از شتاب سنج‌ها و ژیروسکوپ‌ها برای محاسبه شتاب مورد نیاز استفاده می‌کنند.

### استفاده در الکترونیک
شتاب سنج‌ها به‌طور روزافزون در وسایل الکترونیکی شخصی استفاده می‌شوند.

### ورودی حرکت
برخی از تلفن‌های هوشمند، پخش‌کننده‌های صدای دیجیتال و همیار شخصی‌های دیجیتال شامل شتاب سنج‌ها برای کنترل سطح تماس با کاربر می‌باشند. مثال‌های معروف شامل Apple iPhone, Apple iPod touch, Apple iPad, Apple iPod Nano 4G و 5G, Google Nexus One, HTC Hero, Samsung Omnia, Samsung Omnia HD, Samsung innov8، Samsung Rogue (U960)، Motorola Droid, Nokia N96، Nokia N97، Nokia 5800، Nokia N97 mini, Nokia N900، Sony Ericsson W910i, Sony Ericsson C902، Palm Pre, Blackberry Storm, HTC Touch Diamond[32]، HTC Dream, HTC Touch Pro2، and Microsoft Zune HD می‌باشند[۳۳].
کنسول بازی ویدئوییNintendo's Wii از کنترل‌کننده‌ای به نامWii Remote استفاده می‌کند که شامل شتاب‌دهنده سه بعدی است و به‌طورکلی برای ورودی حرکت استفاده می‌شود. همچنین کاربران امکان خریدن وسیلهٔ الصاقی حساس به حرکت اضافی، Nunchuk، را دارند که در نتیجه آن ورودی حرکت توسط هر دو دست کاربر به‌طور مستقل قابل ثبت است.
Sony PlayStation 3 از کنترل‌کنندهٔ از راه دور DualShock 3 استفاده می‌کند که حاوی شتاب سنجی شش بعدی است که برای واقع ای تر جلوه دادن کنترل فرمان در بازی‌های ماشین مسابقه‌ای می‌تواند استفاده شود.
استفاده‌های دیگر شتاب سنج‌ها در تلفن‌های نوکیا شامل کاربرد گام شمار در نوکیا سپرتس ترککر می‌باشد. برخی دیگر از وسایل، با اجزای ارزان تری سنجش شیب را فراهم می‌کنند که یک شتاب سنج واقعی نیستند.
Nokia 5500 از شتاب سنجی ۳ بعدی استفاده می‌کند که از طریق نرم فزار قابل دسترسی است. این وسیله در شناسایی گام (شمردن) در کاربردهای ورزشی استفاده می‌شود و برای شناسایی وضعیت ضربه زدن در سطح تماس کاربر می‌باشد. وضعیت ضربه زدن می‌تواند برای کنترل پخش‌کننده‌های موسیقی و کاربردهای ورزشی استفاده شود، برای مثل تغییر به آهنگ بعدی با ضربه زدن به لباس وقتی که پخش‌کننده درون جیب است. استفاده‌های دیگر شتاب سنج‌ها در تلفن‌های نوکیا شامل کاربرد گام شمار در Nokia Sport Traker می‌باشد. برخی دیگر از وسایل، با اجزای ارزان تری سنجش شیب را فراهم می‌کنند که یک شتاب سنج واقعی نیستند.
HTC Touch Pro, HTC Touch Diamond, Sony Ericsson G705، Sony Ericsson W595، Sony Ericsson W760، Sony Ericsson W910، Sony Ericsson W902، Sony Ericsson K850i, Sony Ericsson C905 و Sony Ericsson C510 دارای شتاب سنجی ساخته شده درون تلفن هستند، معروف به Shaker Feature، که تغییر آهنگ را در پخش‌کننده‌های موسیقی فراهم می‌کند. در حالی که W760، W910، W595، W902 وK850 می‌توانند از سنسور خود در بازی‌ها،Picture UI AutoRotation، و بسیاری از کاربردهای دیگر - که نیاز به این سنسور دارند و از طریقJava ME قابل دسترسی هستند - استفاده کنند. اولین تلفن‌ها از این شرکت که دارای شتاب سنج بودند Sony Ericsson W910 و Sony Ericsson K850 می‌باشند.

### جهت‌یابی
تعدادی از نوت بوک‌های مدرن از شتاب سنج‌ها برای هم تراز کردن خودکار صفحه نمایش بسته به اینکه وسیله در چه جهتی نگاه داشته می‌شود استفاده می‌کنند، یعنی بین حالت portrait و landscape سوییچ می‌کند. این جنبه در Tablet PCs و برخی از تلفن‌های هوشمند و دوربین‌های دیجیتال قابل استفاده می‌باشد.
برای مثل،Apple از شتاب‌دهندهLIS302DL درiPhone, iPod Touch و نسل چهارم و پنجم iPod Nano استفاده می‌کند که به وسیله آن امکان تشخیص زمانی که کج می‌شود را دارد. گسترش دهنده‌های شخص ثالث، استفاده از شتاب سنج‌ها را با کاربردهای تزینی مثل عروسک‌های با سر گردان توسعه داده‌اند. [۳۴] همچنین گوشی‌های Touchscreen BlackBerry Storm و Storm2 این جنبه جهت‌یابی را اضافه کرده‌اند.
Nokia N95 و Nokia N82 دارای شتاب سنج‌های تعبیه شده درون آن‌ها هستند. این وسیله به‌طور کلی به عنوان سنسور شیب برای جهت‌یابی وضعیت عکس گرفته شده توسط دوربین داخلی می‌باشد، بعدها ارتقای یک سخت‌افزار امکان استفاده از آن در کاربردهای دیگر را میسر کرد.
در ژانویهٔ ۲۰۰۹، تقریباً تمام گوشی‌های موبایل جدید و دوربین‌های دیجیتال مثل Canon PowerShot و IXUS range حداقل دارای یک سنسور شیب (گاهی اوقات یک شتاب سنج) هستند که برای چرخش خودکار تصویر، بازی‌های کوچک حساس به حرکت، و برای تصحیح لرزش هنگام گرفتن عکس استفاده می‌شود.

### پایدار کردن تصویر
Camcorderها از شتاب سنج‌هابرای پایدار کردن تصویر استفاده می‌کنند. هنوز دوربین‌ها از شتاب سنج‌ها برای گرفتن عکس غیر تار استفاده می‌کنند. دوربین از بسته شدن CCD "shutter" وقتی که دوربین در حال حرکت است جلوگیری می‌کند. وقتی که دوربین ساکن است (اگر فقط برای یک میلی ثانیه، همانگونه که این شرایط می‌تواند برای لرزش رخ دهد)، CCD بسته می‌شود. مثالی عملی که از این تکنولوژی استفاده کرده‌است Glogger VS2 می‌باشد، گوشی ای که بر پایهٔ Symbian OS با شتاب سنجی Nokia N96 کار می‌کند. برخی از دوربین‌های دیجیتال، دارای شتاب سنج هستند تا جهت عکس در حین گرفته شدن را تعیین کنند و همچنین در هنگام دیدن عکس فعلی بتوانند آن را بچرخانند. 

### بی نقص بودن وسیله
بسیاری از لب تاپ‌ها از شتاب سنج استفاده می‌کنند، مثل سیستم فعال حفاظت Lenovo (سابقاً متعلق به IBM) و سنسور حرکت ناگهانی Apple، که برای شناسایی سقوط استفاده می‌شود. اگر سقوطی تشخیص داده شود، هد (head) حافظه جدا می‌شود تا از نقسان داده و آسیب دیدن احتمالی هد یا حافظه جلوگیری شود.

### سنجش جاذبه
مقالهٔ اصلی: جاذبه سنج
gravimeter یا gravitometer (جاذبه سنج)، وسیله‌ای است که در سنجش جاذبه برای اندازه‌گیری میدان جاذبه موضعی ای استفاده می‌شود. جاذبه سنج نوعی شتاب سنج است با این تفاوت که شتاب سنج‌ها حساس به همهٔ ارتعاش‌ها از جمله نویزهستند که منجر به شتاب نوسانی می‌شود. این امر در جاذبه سنج‌ها با ایزوله کردن نوسان اصلی و پردازش سیگنال خنثی می‌شود. اگرچه استاندارد اصلی طراحی مشابه شتاب سنج می‌باشد، ولی جاذبه‌سنج‌ها حساس‌تر از شتاب‌سنج‌ها طراحی شده‌اند تا تغییرات بسیار کوچک جاذبه، در حدود 1g، در میدان زمین را اندازه‌گیری کند. از سوی دیگر، شتاب‌سنج‌های دیگر معمولاً برای اندازه‌گیری 1000g یا بیشتر طراحی می‌شوند، و بسیاری دیگر اندازه‌گیری‌های چند بعدی را اجرا می‌کنند. محدودیت در دقت دمایی معمولاً برای جاذبه سنج‌ها کمتر است، در نتیجه دقت به وسیلهٔ پردازش خروجی با ثابت زمانی طولانی‌تر قابل افزایش است.

## انواع شتاب‌سنج
شتاب‌سنج‌ها با توجه به فناوری ساخت به انواع مختلفی تقسیم بندی می‌شوند که هر یک از این موارد دارای ویژگی‌های خاص و روش‌های اندازه‌گیری متفاوتی نسبت به هم هستند. تمام این نوع از شتاب‌سنج‌ها معایب و مزایایی دارند و هیچ طراحی منحصر به فردی که بتواند تمام نیازهای بازار رفع کند وجود ندارد. در زیر به برخی از مهم‌ترین شتاب‌سنج‌ها اشاره می‌کنیم.
- شتاب‌سنج خازنی

- شتاب‌سنج پیزوالکتریک

- شتاب‌سنج پیزومقاومتی

- شتاب‌سنج تونلی
- شتاب‌سنج حرارتی
- شتاب‌سنج نوری
- شتاب‌سنج رزونانسی
- شتاب‌سنج اثرهال

## برای مطالعهٔ بیشتر
- g-force
- Gyroscope
- Inertial navigation